# Полоз променистий
По́лоз промени́стий,мідянка (Coelognathus radiatus) — неотруйна змія з роду Coelognathus родини Вужеві.

## Опис
Досить великий полоз, довжиною до 1,8 м. Тулуб стрункий, голова невелика, яка слабко відмежована від тулуба. Очі досить великі з золотаво-жовтою райдужкою. Забарвлення світло-жовте, помаранчеве або яскраво-коричневий. Малюнок складається з 2 широких та 2 вузьких поздовжніх темно-коричневих або чорних смуг, що починаються за головою й поступово зникають на хвоста. На голові є 3 темні смуги, що йдуть від ока, присутній своєрідний «нашийника» на потилиці. Черево жовтувато-сірого кольору.

## Спосіб життя
Полюбляє різні біотопи від рівнин до гірських лісів, дотримується околиць лісових масивів, часто по берегах водойм, звичайний на плантаціях культурних рослин. Активний вдень. Харчується гризунами.
Це яйцекладна змія. Самиця відкладає до 10 яєць.

## Розповсюдження
- Індонезія ( Суматра , Бангка , Борнео / Калімантан , Ява ), Балі
- Малайзія та Бруней ( Малая та Східна Малайзія ); Борнео,
- Острів Сінгапур ,
- Бірма (М'янма),
- Таїланд (включаючи Пхукет ), Ко Панган

- Лаос , Камбоджа , В'єтнам ,
- Японія ( Острови Рюкю ),
- Індія ( Ассам , Аруначал-Прадеш ( район Мяо - Чанлан , Чесса , Чімпу , Ітанагар - Папум-Паре ) [А. Капітан, особ. повідомлення]),
- Бангладеш , Непал ,
- Південний Китай ( Фуцзянь , Юньнань , Гуансі , Гуандун , Гонконг ),
- Непал

Тип місцевості: Ява

## Синоніми
- Coluber radiatus BOIE 1827
- Coluber radiatus — SCHLEGEL 1837: 135
- Coluber quadrifasciatus CANTOR 1839
- Tropidonotus quinque CANTOR 1839
- Coelognathus radiata — FITZINGER 1843
- Elaphis radiatus — DUMÉRIL 1853
- Plagiodon radiata — DUMÉRIL 1853
- Compsosoma radiatum — DUMÉRIL, BIBRON & DUMÉRIL 1854: 292
- Elaphis (Compsosoma) radiatum — BLEEKER 1857
- Spilotes radiatus — GÜNTHER 1858
- Elaphis radiatus — JAN 1863
- Compsosoma radiatum — THEOBALD 1868: 45
- Compsosoma radiatum — STOLICZKA 1870: 188
- Compsosoma radiatum — MÜLLER 1880
- Coluber radiatus — BOULENGER 1894: 61
- Coluber (Compsosoma) radiatus — MÜLLER 1895: 203
- Coluber radiatus — WALL 1908: 327
- Elaphe radiata — BARBOUR 1912
- Elaphe radiata — POPE 1929
- Coelognathus radiatus — COCHRAN 1930
- Elaphe radiata — СМІТ 1943
- Elaphe radiata — TAYLOR 1965: 721
- Elaphe radiata — SCHULZ 1996: 219
- Elaphe radiata — MANTHEY & GROSSMANN 1997: 344
- Elaphe radiata — COX та ін. 1998: 51
- Elaphe radiata — LAZELL et al. 1999
- Elaphe radiata — CHAN-ARD та ін. 1999: 166
- Coelognathus radiatus — GUMPRECHT 2000
- Coelognathus radiatus — UTIGER et al. 2002
- Elaphe radiata — ZIEGLER 2002: 231
- Elaphe radiata — LAZELL 2002
- Coelognathus radiatus — WINCHELL 2003
- Coelognathus radiatus — GUMPRECHT 2003
- Elaphe radiata — PAUWELS et al. 2003
- Elaphe radiata — AO та ін. 2004
- Elaphe radiata — ZHAO 2006
- Coelognathus radiata — ZIEGLER et al. 2007
- Elaphe radiatus — MURTHY 2010
- Coelognathus radiatus — WALLACH та ін. 2014: 172
- Coelognathus випромінює — WANGYAL 2014
- Coelognathus випромінює — NEPALI & SINGH 2019
- Coelognathus випромінює — KHOERUNISA et al. 2021[2]